# 井上好春
井上 好春（いのうえ こうしゅん、1756年 - 1835年）は、土佐藩の歌人、源氏物語の編纂者。通称は新蔵、名は義平、好春は号である。

## 作品
- 『源氏雨夜立聞』（1803年）

## 人物
1756年（宝暦6年）土佐郡久万村生まれ、谷真潮と宮地春樹に国学を学びながら和歌を長じ、新調歌に詳しく、土佐における歌合せ判者の開基をなした。坂本兼助とは同門の友人で、坂本直澄に嫁を嫁がせた。
坂本幸の母である長女の久は坂本直澄と結婚、次女の千代は高松家に嫁ぎ高松順蔵を産み、鎌田家に嫁いだ三女（坂本清次郎の母親）がいる。